# 沙捞越猪笼草
沙捞越猪笼草（学名：Nepenthes × sarawakiensis）是由姆鲁山猪笼草（N. muluensis）与毛盖猪笼草（N. tentaculata）杂交得到的自然杂交种。其种加词来源于婆罗洲沙捞越。其与亲本姆鲁山猪笼草一样稀少，仅出现于几个孤立的山峰上。

## 扩展阅读
维基共享资源上的相關多媒體資源：沙捞越猪笼草
 維基物種上的相關：沙捞越猪笼草